# Anna Haarup Munch
Anna Haarup Munch (* 30. Mai 2005 in Holte) ist eine dänische Schauspielerin und Influencerin.

## Leben und Karriere
Munch wurde am 30. Mai 2005 in Holte geboren. Sie führt den YouTube-Kanal Anna Munch. Ihr Debüt gab sie 2018 in der Fernsehserie Klassen. Anschließend trat sie 2020 in Julefeber auf. Im selben Jahr spielte sie in Værste venner mit. 2023 bekam Munch eine Rolle in Stadig ikke død. Unter anderem setzte sie ihre Karriere in Alt er tilladt fort.
Munch nahm an Staffel 21 von Vild med dans teil. Ihr Tanzpartner war Eugen Miu.

## Filmografie (Auswahl)
Serien
- 2018: Klassen
- 2018: Klassens perfekte jul
- 2020: Centrum
- 2020: Julefeber
- 2020: Værste venner
- 2020–2021: Akavet
- 2023: Stadig ikke død
- 2023: Centrum
- 2024: Alt ændrer sig
- 2024: Alt er tilladt
- 2024: Voca